# Velika njorka
Velika njorka (lat. Pinguinus impennis) je ptica izumrla sredinom 19. stoljeća. Bila je jedina vrsta roda Pinguinus koja je preživjela do modernih vremena. Rod Pinguinus je obuhvaćao nekoliko vrsta velikih njorki bez sposobnosti letenja s Atlantika. Bila je poznata i pod nazivom "garefowl" koji potječe iz staronordijskog jezika i znači "koplje-ptica", a odnosio se na oblik njenog kljuna. Kada su europski istraživači na Južnoj polutki otkrili pticu koja ih je izgledom i načinom života podsjetila na veliku njorku nazvali su je po njoj "pingvin".
Velika njorka je živjela u velikom broju na otocima sjevernog Atlantika: istočnoj Kanadi, Grenlandu, Islandu, Norveškoj, Irskoj i Velikoj Britaniji - prije nego što je izlovljena do istrebljenja. Fosili nađeni na Floridi, podrijetlom iz 14. stoljeća, upućuju na to da je ona bar povremeno za vrijeme zima migrirala u južne krajeve. 

## Taksonomija
Velika njorka je jedna od mnogih vrsta koju je švedski prirodnjak Carl Linné opisao u svom djelu iz 18. stoljeća "Sustav prirode". Analiza DNK je potvrdila njenu vezu s oštrokljunom njorkom (Alca torda) kao najbližim živim rođakom. Također bila je u bliskoj vezi i s malom njorkom (Alle alle) koja je pošla potpuno različitim evolucijskim putem od nje. Zbog velike sličnosti s oštrokljunom njorkom velika njorka se ponekad uvrštava u rod Alca, ali je proučavanje fosilnih ostataka dovelo do smještanja velike njorke u poseban rod Pinguinus koji je veoma blizak s rodovima oštrokljune, male i tankokljune njorke. Ova četiri roda čine stablo Alcini u okviru porodice Alcidae.

## Opis
Velika njorka bila je visine između 75 do 85 cm i težine oko 5 kg i kao takva je bila najveći član porodice njorki i reda Charadriiformes. Tijekom evolucije izgubila je sposobnost letenja. Mužjaci i ženke bili su slični po veličini i izgledu. Leđa su bila sjajne crne boje, a trbuh bijel. Vrat i noge su bili kratki, a glava i krila mali. Ptice su bile debele zbog gustog sloja masti koji je bio neophodan za održavanje topline. Za vrijeme podizanja mladih razvijao im se široki bijeli pramen oko očiju koji je nakon tog perioda prelazio u bijelo-sivu traku između oka i uha. Ljeti im je grlo bilo tamno smeđe, a zimi bijelo. Imale su veliki kljun dužine oko 11 cm koji je bio zakrivljen prema dole na vrhu. Kljun je bio prožet dubokim bijelim žljebovima. Krila su bila dugačka svega 15 cm a najduža pera na krilima 10 cm. Stopala i kandže su bile crne dok je plovna kožica bila crno-smeđa. Noge su bile smještene potpuno na kraju tijela kako bi služile za plivanje i ronjenje. Mlade ptice su imale išarane bijelo-crne vratove i manje vidljive žljebove na kljunu.

## Rasprostranjenost
Ova ptica je živjela u hladnim obalnim vodama sjevernog Atlantika duž obala Kanade, sjeveroistočnog SAD-a, Grenlanda, Islanda, Irske, Norveške i Velike Britanije. Napuštala je vode Atlantika samo kako bi se razmnožavala. Njihove kolonije za gniježđenje zahtijevale su stjenovite otoke s kosim obalama radi omogućavanja pristupa pticama. Ovo je bio veliki ograničavajući faktor pa se vjeruje da one nikada nisu imale više od 20 kolonija. Poznato je samo osam njihovih kolonija za gniježđenje: Papa Westray na otocima Orkni kod Škotske, St. Kilda u Škotskoj, Farski otoci, Grimzi i Eldi na Islandu, otoci Penguin i Funk blizu Newfoundlanda i Bird Rocks u zaljevu Svetog Lorenza u Kanadi. Također misli se da je ova vrsta imala kolonije i na Cape Codu u državi Massachusetts (SAD). Zimi se ova ptica selila u južnije krajeve. Njene kosti pronađene su na Floridi, Gibraltaru, Francuskoj, Španjolskoj i čak u Italiji.

## Ekologija i ponašanje
Velika njorka se kretala sporo i ponekad je koristila krila kako bi prošla teške terene. Imala je malo prirodnih neprijatelja uglavnom morskih sisavaca, bijelih medvjeda i ptica grabljivica. Nije imala urođen strah od ljudi. Nemogućnost letenja i trapavost na kopnu učinile su ih lakim plijenom ljudi, koji su ih lovili zbog hrane, perja i kao primjerke za muzeje i privatne kolekcije. Životni vijek im je bio 20 do 25 godina. Bile su odlični plivači koristeći krila kao peraja. Mogle su da se nagnu, skrenu i okrenu pod vodom. Vjeruje se da su mogle da zagnjure do dubine od 76 m i dužine i do 1 km. Mogle su zadržati dah i do 15 minuta što je duže od tuljana. Karakteristično je bilo njihovo plivanje velikom brzinom i zatim munjevito izranjanje iz vode i slijetanje na kopno. Za vrijeme zime ptice su se selile u južne krajeve u parovima ili manjim grupama ali nikada s cijelom kolonijom. Hranu su nalazile u plitkim vodama i to prije svega ribu dužine 12 do 20 cm. Mladi su hranjeni planktonom i poluprobavljenom ispljunutom ribom.

## Razmnožavanje
Vjeruje se da su parovi velike njorke ostajali vjerni cijelog života. Gnijezdili su se u podnožjima litica. Legli su po jedno jaje svake godine u periodu od kraja svibnja i početka lipnja. Oba roditelja su pravila grubo gnijezdo od guana iako je poznato da katkad nisu pravili gnijezda za inkubaciju jaja. Gnijezda u kolonijama su bila veoma blizu jedna drugim. Inkubacija jaja trajala je šest tjedana i ptići su se obično izlegli u lipnju. U hranjenju mladih smjenjivali su se mužjak i ženka. Ptići su po piljenju bili sive boje. Već nakon dva do tri tjedna mladi ptići su stasavali dovoljno da napuste gnijezdo i uđu u vodu. 

## Izumiranje
Poznato je da su Neandertalci lovili veliku njorku prije 100.000 godina s obzirom na to da su njihove kosti nađene u blizini njihovih naseobina. Crteži ove ptice nađeni su na zidovima pećine El Pinto u Španjolskoj, a stari su 35.000 godina, dok su oni u francuskoj pećini Cosquer stari 20.000 godina. Indijanci su posebno cijenili meso ove ptice tokom zima. U mjestu Port au Choix u Newfoundlandu u Kanadi nađen je leš osobe odjevene u odijelo izrađeno od kože oko 200 velikih njorki, a koje datira od prije 2000 g. pr. Kr.
Procijenjeno je kako je populacija ove vrste za vrijeme svog maksimuma bila brojna u milijunima iako se neki znanstvenici s tim ne slažu. Od 8. stoljeća velika njorka bila je lovljena u ogromnoj mjeri zbog mesa, jaja, kože i perja. Do sredine 16. stoljeća kolonije za gniježđenje velikih njorki duž europske obale Atlantika bile su skoro potpuno uništene zbog masovnog korištenja njihovog perja za pravljenje jastuka. Godine 1794. London zabranjuje ubijanje ove vrste zbog perja. 
S druge strane, u Sjevernoj Americi u početku se najviše koristi perje gavki, ali krajem 18. stoljeća kada gavke skoro bivaju dovedene do istrebljenja, skupljači perja se okreću velikoj njorci. Zbog svoje ugroženosti, preparirani primjerci velikih njorki i njihovih jaja bivaju visoko cijenjeni i plaćeni. Sakupljanje jaja dodatno je doprinijelo njihovom izumiranju. Zabilježeno je kako je posljednji primjerak velike njorke u nekadašnjem gnijezdilištu St.Kilda u Škotskoj uhvaćen i ubijen u srpnju 1840. godine.
Na kraju je posljednje poznato gnijezdilište velikih njorki ostalo vulkansko otočje Geiffuglasker na Islandu. Ono je bilo okruženo liticama i nedostupno ljudima. Međutim 1830. g. zbog vulkanske erupcije je potonulo pa su ptice utočište potražile na obližnjem otoku Eldey koje je bilo s jedne strane dostupno ljudima. Kada je kolonija otkrivena u njoj je bilo skoro 50 ptica. Zbog stalne potražnje raznih muzeja za primjercima ove ptice kolonija je bila potpuno uništena. Zadnji par velikih njorki, nađen kako se brine o jajetu, ubijen je 3. srpnja 1844.g.
Kasnije su tvrdnje o susretu s primjercima ove vrste u Grand Banksu u Newfoundlandu 1852. prihvaćene od strane "Međunarodne unije za zaštitu prirode i prirodnih resursa" (IUCN) pa se ta godina smatra godinom njihovog izumiranja. Danas, oko 75 jaja ove vrste postoji u muzejskim kolekcijama, zajedno s 24 kompletna kostura i 81 prepariranim primjerkom. Iako je nađeno na tisuće pojedinačnih kostiju od sredine Neolitika do 19. stoljeća, postoji samo mali broj kompletnih kostura.